# Disophrys xanthocephala
Disophrys xanthocephala är en stekelart som beskrevs av Granger 1949. Disophrys xanthocephala ingår i släktet Disophrys och familjen bracksteklar. Inga underarter finns listade i Catalogue of Life.